# Samba-maxixe
La samba-maxixe (ou samba-matchiche) est un ancien terme utilisé pour classer le premier style de samba urbaine de Rio de Janeiro, né dans les premières décennies du XXe siècle,,.
Bien qu'identifié par ses créateurs, le public et l'industrie du disque comme « samba », d'un point de vue rythmique et instrumental, le style était beaucoup plus proche du maxixe que de la samba urbaine conventionnelle d'un point de vue rythmique et instrumental,,. Un exemple en était l'insertion du piano ou parfois d'un instrument à vent plus aigu comme la flûte ou la clarinette. C'était une samba inhabituelle jouée dans les maisons des tantes bahianaises.